# Општина Берешти-Тазлау (Бакау)
Берешти-Тазлау (рум. Bereşti-Tazlău) општина је у Румунији у округу Бакау.
Oпштина се налази на надморској висини од 271 m.